# BrewDog
Vous pouvez aider à l'améliorer ou bien discuter des problèmes sur sa page de discussion.
- Il ne cite pas suffisamment ses sources. Vous pouvez indiquer les passages à sourcer avec {{référence nécessaire}} ou {{Référence souhaitée}}, et inclure les références utiles en les liant aux notes de bas de page. (Marqué depuis mars 2017)
- Il contient une ou plusieurs listes. Le texte gagnerait à être rédigé sous la forme d’un ou plusieurs paragraphes synthétiques, afin d’être plus agréable à lire. (Marqué depuis avril 2021)

- Archive Wikiwix
- Bing
- Cairn
- DuckDuckGo
- E. Universalis
- Gallica
- Google
- G. Books
- G. News
- G. Scholar
- Persée
- Qwant
- (zh) Baidu
- (ru) Yandex
- (wd) trouver des œuvres sur Wikidata

BrewDog est une brasserie située à Ellon dans la région d'Aberdeenshire en Écosse. C'est également la marque sous laquelle sont vendues les bières qu'elle produit.

## Histoire
La brasserie a été créée en 2007 par Martin Dickie et James Watt qui souhaitaient présenter sur le marché britannique des produits autres que les industriels lagers et ales. Une de leurs premières bières fut la Paradox (mûrie dans des tonneaux à whisky en chêne), qui fut présentée sur le marché en trois versions différentes. Cette année-là, 1 050 hl furent brassés et embouteillés manuellement. En 2008 une machine à embouteiller fut installée et l'entreprise s'agrandit à 9 collaborateurs. Leur bière la plus forte à ce moment-là, la Tokyo (un stout impériale à 18,2 %) fit la une des informations lorsqu'une motion fut votée au parlement écossais en vue d'interdire la bière. BrewDog exporta ses produits vers la Suède, le Japon et les États-Unis. Avec une production annuelle de 4 050 hl, la brasserie devint immédiatement la plus grande brasserie indépendante d'Écosse. En 2009 il fallut procéder au placement de cuves à bière supplémentaires notamment à la suite du succès de leur Punk IPA, la marque de bière ayant connu la plus forte expansion en Grande-Bretagne et la meilleure vente IPA en Scandinavie. En 2010 des cuves supplémentaires ont à nouveau dû être placées. En 2010 BrewDog ouvrit son premier bar à bières à Aberdeen, suivi en 2011 par des bars à bière à Édimbourg, Glasgow et Londres. En 2011, l'entreprise comptait 67 employés et atteignit une production annuelle de 26 750 hL. En 2010 James Watt fut élu en Écosse le plus jeune entrepreneur de l'année de tous les temps.

## Anecdotes
Martin et James ne sont pas avares de marketing :
- En 2009, ils laissèrent vieillir leur bière sur le pont d'un bateau de pêche et cassèrent un nombre important de bouteilles de bière industrielles avec des clubs de golf.
- Ils offrirent à la population l'opportunité d'acheter en ligne des parts de la brasserie à l'aide de ce qu'ils appelaient un anti-business business model et 1 300 personnes s'inscrivirent immédiatement. En 2011 ils avaient enregistré plus de 6 500 actionnaires.
- La promotion de l'ouverture de leur bar à bières à Londres se fit à l'aide d'un char militaire roulant dans Camden High Street.
- En 2011 ils brassèrent une bière au fond de l'océan et utilisèrent la tête d'un renne comme pompe à bière pour une de leurs nouvelles bières.
- Martin se déguisa en Reine d'Angleterre pour leur vidéoblog de fin d'année en 2011.
- The End of History, une bière à 55 %, fut vendue en 11 bouteilles de 33 cl qui furent emballées dans des hermines (sept) et écureuils (quatre) mort sur la route et empaillés au prix de 500 livres britanniques pièces.
- En 2016 la brasserie publie les recettes de 215 de ses bières[1].

## Plus forte bière au monde
La brasserie entreprit entre 2009 et 2010 une compétition ludique avec entre autres la brasserie allemande Kleinbrauerei Schorschbraü afin de créer la plus forte bière au monde suivant la méthode Eisbock, ce qui eut pour résultat la Tactical Nuclear Penguin à 32 % (2009), le Sink the Bismarck ! à 41 % et The End of History à 55 % en 2010.